# 良岑惟光
良岑 惟光（よしみね の これみつ、生没年不詳）は、平安時代中期ごろの貴族。官位は散位従五位下。良岑惟頼の子で、良岑惟季の父。

## 人物
惟光は、尾張国丹羽郡の郡司・良岑惟頼の子に生まれる。水田を上東門院の願により東北院に寄進している。惟光の曾孫で季高の子である良岑高成（上総守）は、良岑氏流前野氏の始祖・前野高長の父である。高成の娘で高長の妹にあたる人物は平忠盛の側室となり、平忠度を生んだとされている。良岑氏は桓武天皇と百済永継の子である良岑安世を祖とする氏族 で、種別としては皇別に分類される。本貫は山城国で、後裔には児玉丹羽氏や良岑氏流前野氏などがある。この惟光も良岑安世の子孫にあたる。

## 系譜
- 父：良岑惟頼
- 母：不詳
- 兄弟：良岑季光、良岑惟光、橘為通
- 妻：尾張介　藤原時風（藤原正雅の孫。藤原師範の子。）の娘
  - 男子：良岑惟季
  - 女子：左京進　源頼基の妻（小二郎頼景の母）
  - 男子：良岑兼季